# Vendula Adlerová
Vendula Adlerová (* 24. April 1984 in Prag) ist eine tschechische Volleyballspielerin.

## Karriere
Adlerová begann ihre Karriere 1999 in der Juniorenmannschaft von PVK Olymp Prag. In der Saison 2002/03 wurde sie mit den Profis des Vereins tschechischer Vizemeister. Anschließend wechselte sie zum französischen Erstligisten RC Cannes, mit dem sie in ihrer ersten Saison das Double aus Meisterschaft und Pokal holte und in der Champions League den dritten Platz belegte. Ein Jahr später wiederholte ihr Team den nationalen Erfolg und wurde Vierter der Champions League. In der Saison 2005/06 spielte die Außenangreiferin bei Rocheville Le Cannet. Nach einem Jahr Pause ging sie nach Spanien zu CV Valeriano Alles Menorca. In der folgenden Spielzeit war Adlerová bei CV Hotel Cantur Las Palmas und CV Teneriffa aktiv. 2009 wechselte sie zum türkischen Verein DYO Karşıyaka. Mit dem Bundesligisten Schweriner SC gewann sie 2011 die deutsche Meisterschaft. Bei der Europameisterschaft 2011 erreichte sie mit der tschechischen Nationalmannschaft das Viertelfinale gegen Deutschland. Anschließend wechselte sie innerhalb der Bundesliga zu Smart Allianz Stuttgart. 2012/13 spielte Adlerová in Aserbaidschan bei Azeryol Baku. Nach einer Saison  2013/14 in ihrer Heimat bei Slavia Prag beendete Adlerová ihre Karriere.